# András Sajó
András Sajó (Budapest, 1949) es juez del Tribunal Europeo de Derechos Humanos y catedrático de Derecho constitucional de la Universidad Centroeuropea (Budapest).
Ha realizado una carrera como catedrático de Derecho constitucional y, como tal, ha participado en la elaboración de las constituciones postcomunistas de varios países de la Europa del Este, aparte de Ucrania, Georgia y Sudáfrica. En su país natal, Hungría, ha desarrollado varios trabajos de alto nivel relacionados con el desarrollo constitucional del país. A partir el año 2008 ejerce como juez del Tribunal Europeo de Derechos Humanos y, desde esta posición, ha trabajado en diferentes casos relacionados con la presencia de símbolos religiosos en el espacio público. También ha estado implicado en su país y, a nivel internacional, en la lucha contra la pena de muerte. Ha sido consultor de las Naciones Unidas y del Banco Mundial. Ha trabajado con la Universidad de Nueva York.